# Třebenice (district de Litoměřice)
Pour les articles homonymes, voir Třebenice.
Třebenice (en allemand : Trebnitz) est une ville du district de Litoměřice, dans la région d'Ústí nad Labem, en Tchéquie. Sa population s'élevait à 1 965 habitants en 2021.

## Géographie
Třebenice est arrosée par la Modla et se trouve à 7 km au sud-ouest de Lovosice, à 13 km au sud-est de Litoměřice, à 22 km au sud-sud-est d'Ústí nad Labem et à 55 km au nord-ouest de Prague.
La ville est surplombée par le Košťál, un sommet isolé de 481 m d'altitude, situé sur le territoire de la commune de Jenčice. Les ruines d'un château médiéval nommé Košťálov couronnent cette hauteur.

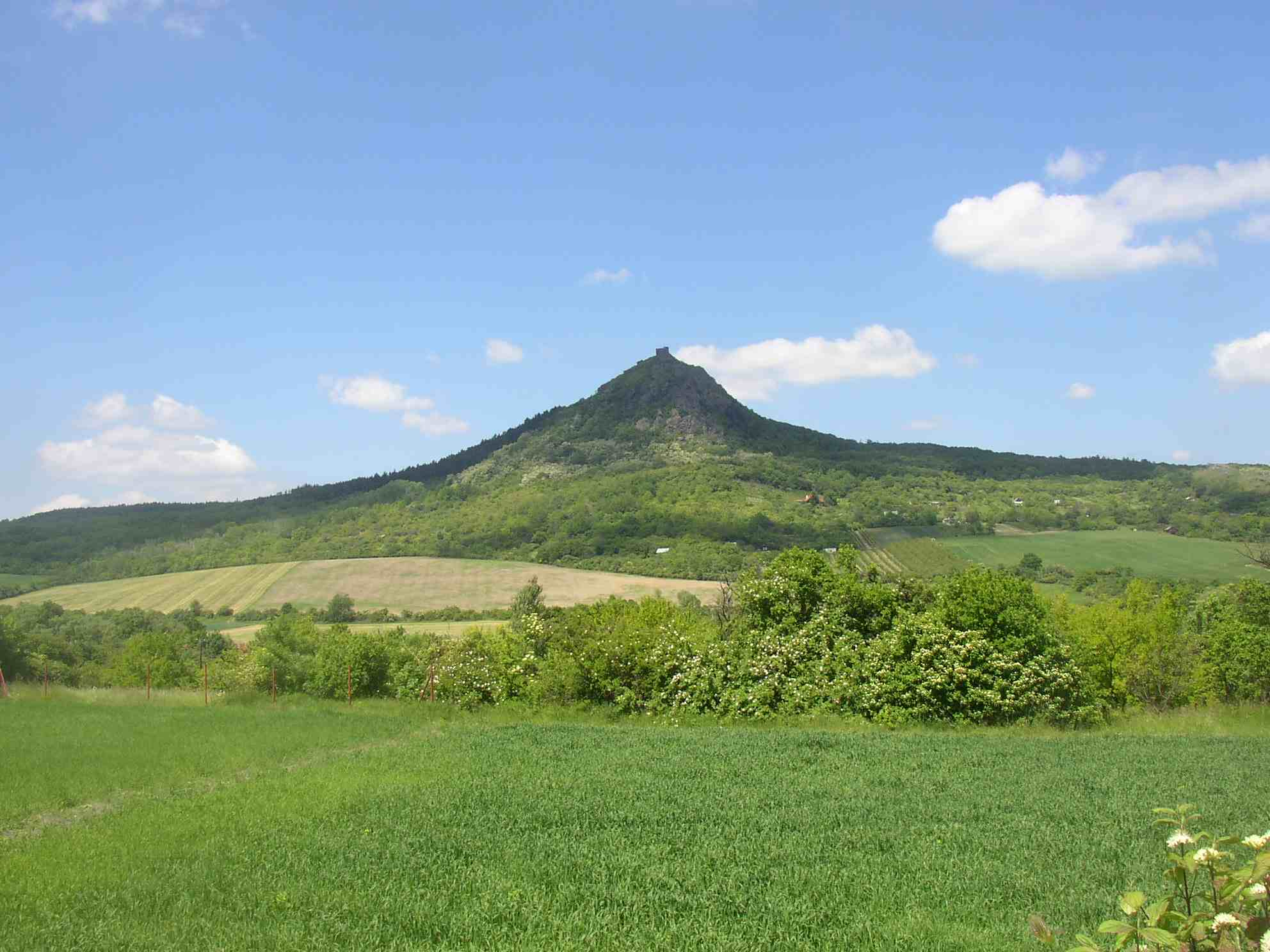
Vue du Košťál, depuis Třebenice.
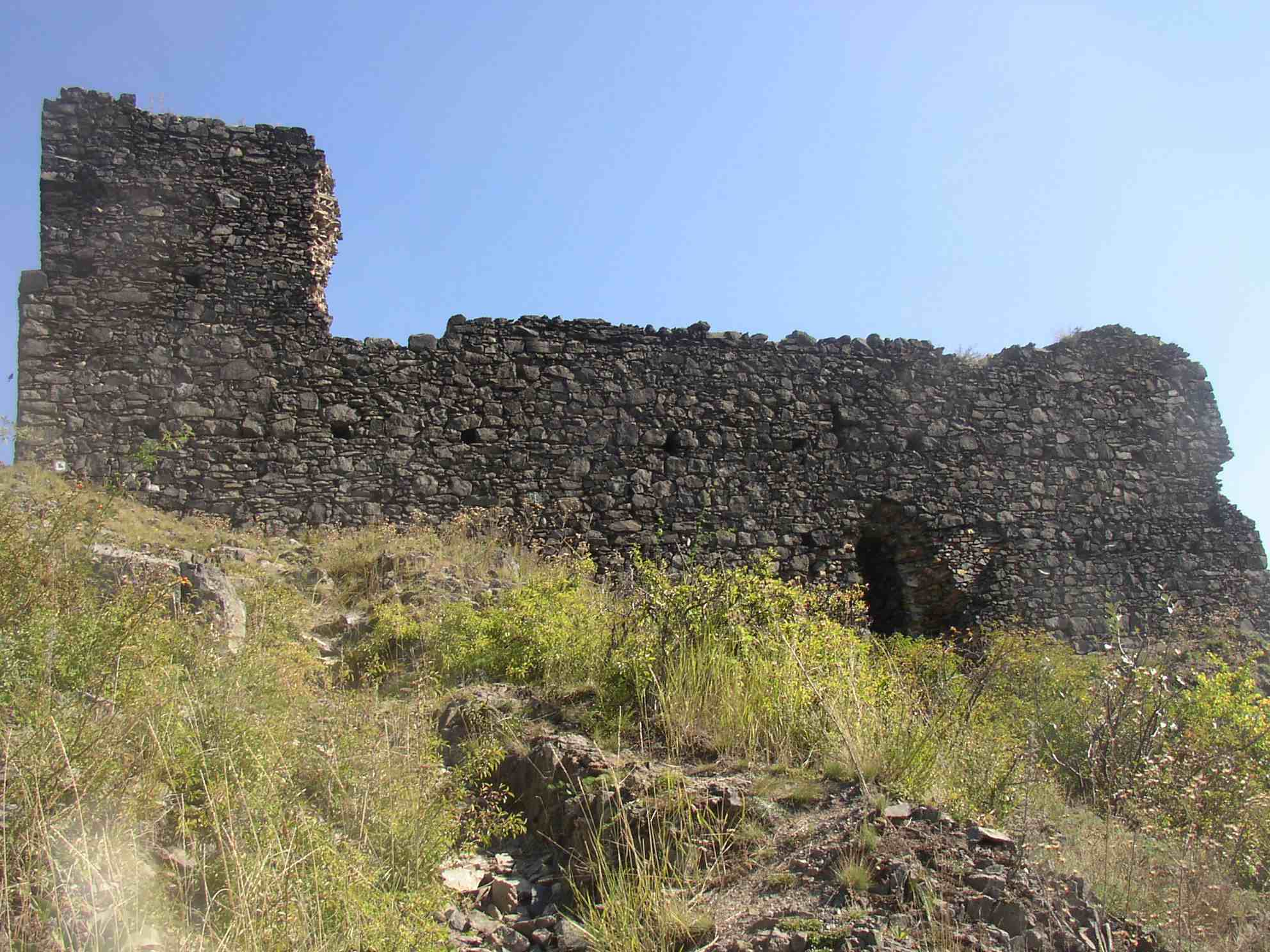
Ruines du Košťálov.

La commune se compose de deux sections séparées par Vlastislav. La section principale est limitée par Velemín au nord, par Jenčice à l'est, par Úpohlavy et Chodovlice au sud, et par Dlažkovice, Podsedice et Vlastislav à l'ouest. L'autre section, au nord-est de la première, est limitée par Velemín au nord et à l'est, par Vlastislav et Podsedice au sud, et par Lukov à l'ouest.

## Histoire
La première mention écrite de la localité date de 1227 : c'est alors une propriété du monastère de Saint-Georges ainsi que le château Košťálov. Le château est abandonné au XVIe siècle.

## Administration
La commune se compose de huit quartiers divisés en deux sections séparées par la commune de Vlastislav :
au sud-est :
- Kololeč
- Sutom
- Teplá
- Třebenice

au nord-ouest
- Kocourov
- Lhota
- Medvědice
- Mrsklesy

## Transports
Par la route, Třebenice se trouve à 7 km de Lovosice, à 16 km de Litoměřice, à 27 km d'Ústí nad Labem et à 69 km de Prague.